# ʿAbdallāh ibn Saʿd
ʿAbdallāh ibn Saʿd ibn Abī Sarh (arabisch عبد الله  بن سعد بن أبي سرح, DMG ʿAbdallāh ibn Saʿd ibn Abī Sarḥ; † 656) war ein Milchbruder von Uthman ibn Affan. Sein Vater war einer der munāfiqūn in Medina.
ʿAbd Allāh war der Sekretär des Propheten Mohammed. Als dieser ihm einen Koranvers mit den Attributen Gottes „hörend und wissend“ (samīʿ ʿalīm) diktierte, schrieb er stattdessen: „wissend und weise“ (ʿalīm  ḥakīm), ohne dass der Prophet den Unterschied bemerkte. Deshalb begann ʿAbd Allāh, an der Wahrheit von Mohammeds Offenbarungen zu zweifeln. Er kehrte als Apostat nach Mekka zurück. Nach der Eroberung von Mekka im Jahr 629 ordnete Mohammed seine Hinrichtung an; auf Bitte von Uthman ibn Affan, seinem Milchbruder, wurde er begnadigt.
ʿAbd Allāh war während des Kalifats von Uthman ibn Affan Statthalter von Ägypten. Er war der Mitbegründer der ersten arabischen Flotte.

## Der Baqt
ʿAbd Allāhs Versuch, Nubien zu erobern, scheiterte. Der erfolgreiche Widerstand der Nubier führte zu einem Waffenstillstandsvertrag (hudna) – auch baqt (von lat. pactum, Vertrag) genannt – mit den Muslimen, nach welchem die Nubier gegen die jährliche Lieferung von 360 Sklavinnen und Sklaven von den Arabern Getreide und Textilien erhalten sollten. Die Sklaven, unversehrte, gesunde Personen, keine Kinder, waren beim Statthalter von Assuan abzuliefern. Der Vertrag, der sich auf die Bewohner der im 6. Jahrhundert christianisierten Gebiete zwischen Assuan und Alwa beschränkte, ist sowohl beim Lokalhistoriker Ibn ʿAbd al-Hakam als auch bei al-Balādhurī überliefert. In einigen Überlieferungen wird der Vertrag auf April 652 datiert. Der Vertrag hatte bis in die Zeit der Fatimiden Bestand.